# Зад всяко голямо богатство има голямо престъпление
„Зад всяко голямо богатство има голямо престъпление“ (на френски: Derrière chaque grande fortune il ya un grand crime) е крилата фраза на Оноре дьо Балзак, изказана в „Човешка комедия“ през 1843 г.
Крилатата фраза е мото на романа „Кръстникът“, по сценарий на който е сниман едноименния култов филм на 20 век – „Кръстникът“.